# برينان جيلمور
برينان جيلمور (بالإنجليزية: Brennan Gilmore)‏ هو مغني أمريكي، ولد في 1979.